# Wilfried Wagner (Jurist)
Wilfried Wagner (* 29. Dezember 1942 in Wien) ist ein deutscher Jurist und ehemaliger Vizepräsident des Bundesfinanzhofs, des höchsten deutschen Gerichtes in Steuer- und Zollsachen.

## Leben und Werk
Wilfried Wagner studierte Rechtswissenschaft an der Ludwig-Maximilians-Universität München. 1971 trat er in den Dienst der Finanzverwaltung des Freistaates Bayern ein und wurde von November 1975 bis September 1979 als Wissenschaftlicher Mitarbeiter an den Bundesfinanzhof abgeordnet. Nach der Abordnung wurde Wagner Richter am Finanzgericht München. Er wurde im April 1985 Richter am Bundesfinanzhof. Wilfried Wagner gehörte an dem Gerichtshof dem für Fragen der Umsatzsteuer zuständigen V. Senat des Bundesfinanzhofes an. Von 1990 bis 1996 war als Pressereferent des Gerichtes für die Öffentlichkeitsarbeit zuständig. Im Dezember 1999 wurde er dann Vorsitzender des V. Senates und im Juni 2005 Vizepräsident des Gerichtes. Neben diesen Tätigkeiten am Gericht gehörte Wagner noch mehrere Jahre dem Präsidium und dem Präsidialrat des Bundesgerichtes an. Im Dezember 2007 trat er in den Ruhestand.
Neben der richterlichen Tätigkeit befasste er sich auch wissenschaftlich mit der Umsatzsteuer, insbesondere ihrer Beziehung zum Europarecht. Er lehrte an den Universitäten Konstanz und Augsburg und war Herausgeber eines Gesetzeskommentars zum Umsatzsteuerrecht. Wilfried Wagner gab ab 2003 als Herausgeber die Entscheidungssammlung BFH/NV heraus.